# ヘムエリスリン

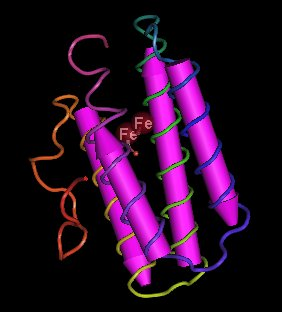
一酸化ヘムエリスリン

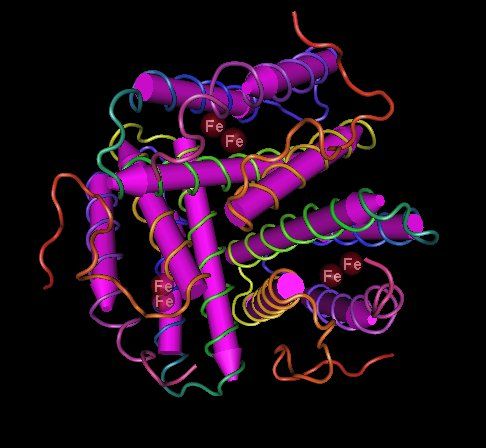
トリメリックヘムエリスリン複合体

ヘムエリスリン（Hemerythrin）とは、海洋無脊椎動物である星口動物、鰓曳動物、腕足動物や環形動物のゴカイなどが持つ、酸素を運搬するための多量体タンパク質である。この他、ヘムエリスリンはメタン資化性細菌Methylococcus capsulatusからも発見された。ミオヘムエリスリンは海洋無脊椎動物の筋肉から発見された、単量体の酸素結合タンパク質である。ヘムエリスリンとミオヘムエリスリンは、酸素が結合していない時は無色であるが、酸素と結合すると紫からピンク色になる。

## 構造と機能
ヘムエリスリンにはその名に反してヘムが含まれていない。血液中で酸素を運搬するヘモグロビンやヘモシアニン、ヘモエリスリンなどの名前のヘムとは、鉄を意味するのではなく、ギリシア語で血を表す言葉に由来している。
酸素の結合部位は2つの鉄原子である。鉄原子はグルタミン酸やアスパラギン酸の側鎖のカルボキシル基や5つのヒスチジン残基を介してタンパク質に配位している。ヘムエリスリンとミオヘムエリスリンは、鉄中心の酸化還元状態に応じて次のように表記されることがある。
| {\displaystyle {\ce {Fe^{2+}-OH-Fe^{2+}}}}             | 還元型   |
| {\displaystyle {\ce {Fe^{2+}-OH-Fe^{3+}}}}             | 半中間型 |
| {\displaystyle {\ce {Fe^{3+}-O-Fe^{3+}-OOH^{-}}}}      | 酸化型   |
| {\displaystyle {\ce {Fe^{3+}-OH-Fe^{3+}-}}} (リガンド) | 中間型   |

ヘムエリスリンの酸素への結合は、還元型の鉄原子を2電子酸化してペルオキシド型にすることによって担われている。酸素分子の結合様式は次のようになる。
| Fe Fe - O - O Fe - O - OH ＼ + O=O ＼ : ＼ O-H → O ·· H → O ／ ← ／ ← ／ Fe Fe Fe A (deoxy) B C (oxy) |

デオキシヘムエリスリンは水酸基で繋がった2つの第一鉄イオンを持つ（A）。1つの鉄イオンは六配位型、もう1つは五配位型である。間の水酸基は酸素結合後にペルオキシドに水素を供与し、1つの酸素原子と結合して酸化-中間型ヘムエリスリンとなる。その後酸素分子が五配位の鉄イオンの空いた部位と結合する（B）。最後に電子が第一鉄イオンから第二鉄の鉄中心へ移動し、ペルオキシドが結合する（C）。
ヘムエリスリンの単量体にはそれぞれ13 kDaから14 kDaの大きさのα型とβ型があり、通常は1種類でできたホモ八量体か2種類からなるヘテロ八量体であるが、二量体、三量体、四量体のヘムエリスリンを持つ種もいる。α型もβ型も4つのαヘリックスが鉄中心と結合している。サイズが大きいため単独で存在することはまれで、細胞や血球の中に存在することが多い。
ヘモグロビンとは異なり、ヘムエリスリンは酸素と配位結合しないため、酸素の運搬効率はヘモグロビンの約4分の1に過ぎない。しかし腕足動物の中には酸素と配位結合するヘムエリスリンを持つ種もいる。これはサブユニット間の相乗効果による。
一酸化炭素へのヘムエリスリンの親和性は、ヘモグロビンと異なりとても小さく、ヘムエリスリンを持つ生物は一酸化炭素に対して抵抗性がある。これはヘムエリスリンの結合の仕方によるもので、一酸化炭素との結合状態が安定でないためである。